# 才女気取り

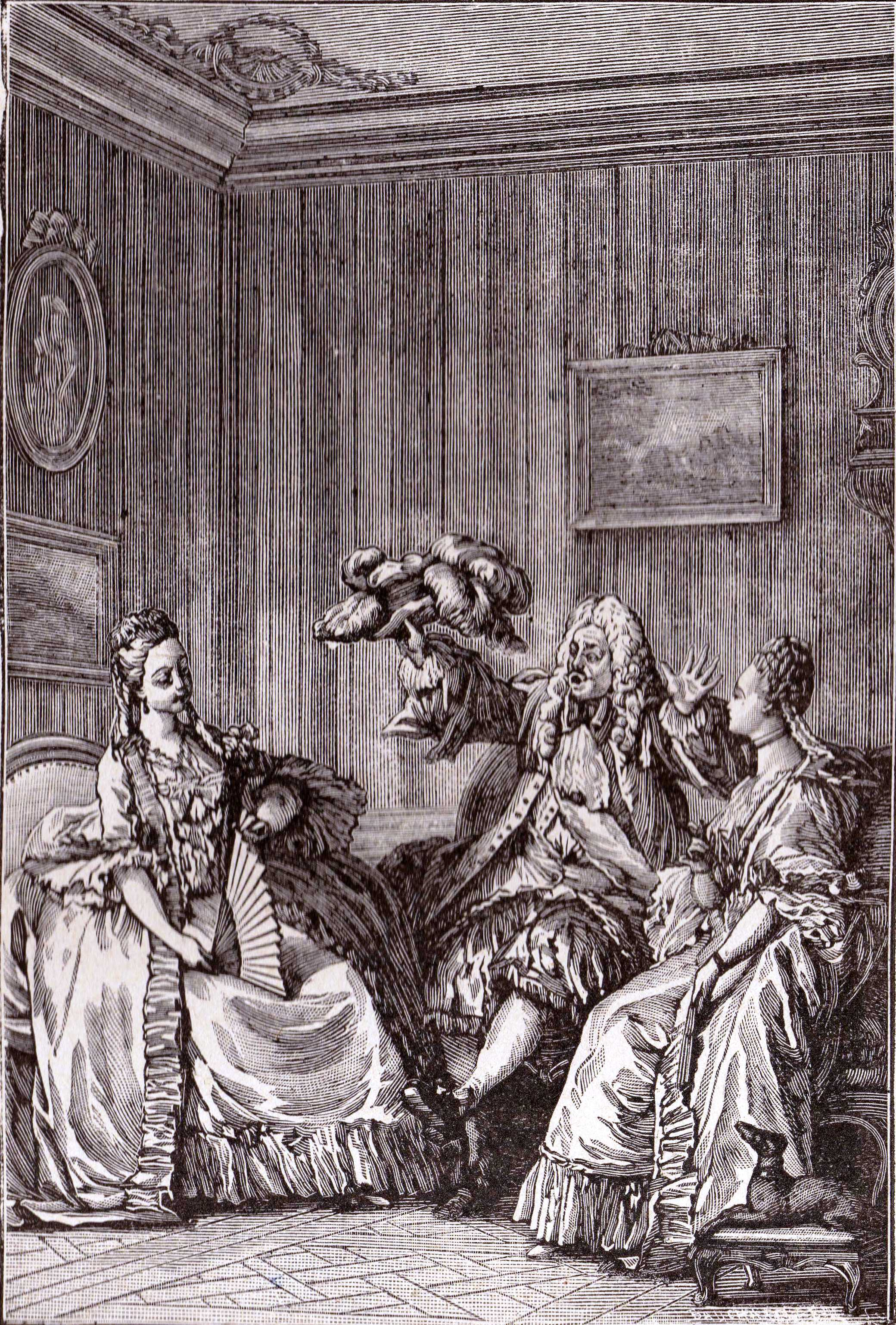
モローによる銅版画

『才女気取り』（仏語原題： Les Précieuses ridicules  ）は、モリエールの戯曲。1659年発表。プチ・ブルボン劇場にて同年11月18日初演。
本作の序文においてモリエールは「完璧なものを誤って模倣すると、昔からいつも喜劇の題材となってきた」と述べているように、プレシューズの真似をする田舎娘たちを揶揄した戯曲である。モリエール晩年の作品「女学者」の前段階的作品。

## 登場人物
- ラ・グランジュ…振られた男
- デュ・クロワジー…同上
- ゴルジビュス…善良な町人
- マドロン…ゴルジビュスの娘。才女気取り。
- カトス…ゴルジビュスの姪。才女気取り。
- マロット…才女気取りたちの小間使い。
- アルマンゾール…才女気取りの下男
- マスカリーユ…ラ・グランジュの下男。
- ジョドレ…デュ・クロワジーの下男
- リュシール…近所の女たち
- セリメーヌ…近所の女たち

## あらすじ
舞台はパリ。ゴルジビュスの家から。ラ・グランジュとデュ・クロワジーはゴルジビュスの娘たちに軽くあしらわれ、ひどい振られ方をしてしまった。2人はラ・グランジュの下男であるマスカリーユを使って、復讐をしようと企む。善良な町人であるゴルジビュスは彼らを婿とするつもりであったが、彼らが家から怒って出て行ってしまったので、事情を確認するためにマドロンとカトスを呼びつけた。早速憧れのプレシューズの猿真似をして、衒学的な姿勢をとってゴルジビュスを怒らせる「才女気取り」たち。彼はさっさと結婚するように2人に言い残し、出て行ってしまった。
そこへ貴族のふりをしたマスカリーユが登場。彼は貴族ぶるのが好きな男で、詩作やお洒落など身分にふさわしくない趣味を持っているため「才女気取り」たちとは話がとても弾む。そこにデュ・クロワジーの下男であるジョドレ(こちらは子爵のふりをしている)も加え、一同は知識をひけらかしあって会話を楽しんでいた。そのうちにマスカリーユは気を良くして、(ラ・グランジュの金で)楽士たちを呼んで踊り始めた。するとそこへ、ラ・グランジュが闖入し、持ってきた根棒でマスカリーユをぶん殴り始める。どういうことかわからず才女気取りたちは戸惑うが、目の前の貴族だと思っていた男たちがただの下男だと知って、驚き悔しがる。彼女たちは貴族でもなんでもないただの下男を相手に、いい気になっていたのであった。このようなとんでもない侮辱を受けても、自分の娘のせいなので、涙を飲んで耐えるしかないゴルジビュス。こうなったのはすべてお前たちの身から出た錆であり、詩だのソネットだのとくだらん馬鹿話はすっこんでろと、激怒し、幕切れ。

## 成立過程

### 「プレシューズ」の登場について
17世紀前半から中盤のフランスは、長年に亘る内乱や宗教戦争がようやく落ち着いたころで、戦乱時代の荒々しい雰囲気が至る所に残っていた。アンリ4世の時代になって王権がようやく確立され、国王に屈服した貴族たちが延臣としてパリに留まり、彼らは宮廷の貴婦人たちとともに社交界を形作るようになった。彼らは一切の行為や思想において、常に社交界を念頭に置かねばならなくなり、自分を美しい形で人に見せようという意識が生まれた。とりわけ婦人たちに対しては、優雅な態度をもって接しようとする動きが出るのは当然であり、かくして「ギャラントリー　(Galanterie)」が生まれたのであった。
これと時を同じくして、カトリーヌ・ド・ヴィヴォンヌが、ランブイエ侯爵と結婚して侯爵夫人となり、アンリ4世の宮廷に招き入れられた。彼女の父親はローマ駐在のフランス大使であり、同時期のイタリアではルネサンスが円熟期を迎えていた。そのため、文明の空気を存分に吸収して彼女は育ったわけであり、そのような彼女にとってフランス王宮に漲る粗野な雰囲気は到底耐えられるものではなく、失望し、宮廷生活に見切りをつけて、自宅にサロンを開いたのであった。
彼女はこのサロンに国王家をはじめとする名門貴族や文化人たちを招いて、文学作品の朗読会を行ったり、討論会が行ったりするなど、高度に知的な快楽を追及していた。このサロンには多くの人が集まることとなり、そうしてこれまでの社会に通用していた道徳とはまた違った、社交界のしきたりが生まれた。他人に不快を与えないよう、態度、服装などに注意し、一切の過激さを排除する。こうしてオネット・オム (honnête homme) と呼ばれる社交人の典型が生まれたのであった。『人間嫌い』のフィラントなどはその分かりやすい好例である。
ランブイエ侯爵夫人のサロンが、言語や服装の美化、風俗の是正に果たした役割は極めて大きく、サロンが一つの流行となり、これを真似たサロンがいくつも開かれた。彼女のサロンに出入りする才媛をプレシューズ(Précieuses)、男性ならプレシュー(Précieux)と呼んだ。プレシューズという言葉が、本作において攻撃対象となったように、「衒学的で、お高くとまっている女」といった意味を帯びたのは1650年代になってからである。ランブイエ侯爵夫人がサロンを開いた当時、つまり1620年代の段階では、侮蔑的な意味は持っておらず、彼女たちをプレシューズと呼ぶとき、その意味で解釈するのは誤りであり、単に「教養のある女性」くらいに捉えるべきである。
プレシューズの意味とともに、その主張や風潮を表す言葉「プレシオジテ(Préciosité)」の意味も変遷していった。プレシオジテは1680年代頃に終わりを迎えるが、その期間を大別して2期に分けることができる。ランブイエ侯爵夫人のサロンを中心としていた前期(1620～1648年)とマドレーヌ・ド・スキュデリーのサロン「土曜会」を中心とする後期(1650～80年)である。元々プレシオジテは「粗野で殺伐とした風潮を一掃する」ことに目的があったが、次第に先鋭化し、愚劣で滑稽なものへと転じていった。モリエールが本作を公開したころには、流行を無批判に受け入れ、一流の才媛たちを真似して喜んでいる無知蒙昧な田舎娘たちまでもがプレッシューズを名乗るようになり、その滑稽さはいよいよとんでもないものになっていたのである。
プレシオジテは確かに滑稽な面もあったものの、フランス文学や社会に果たした貢献は決して少ないものではない。プレシオジテによって、風俗は浄化され、フランス語は美しく洗練された言語へと進化した。現代フランス語においても、彼女たちの創案による語句や表現は多く残っている。このように、プレシオジテはフランス人の精神と深くかかわりを持っているものであり、この風潮にランブイエ侯爵夫人は多大な影響を与えた。

### 公開後
ルイ14世の御前演劇を大成功をさせたモリエールは、国王とその延臣たちに気に入られ、プチ・ブルボン劇場を使用する許可を獲得した。はじめは悲劇ばかりを上演にかけていたが、観客の評判は良くなかった。モリエールは喜劇には才能があっても、悲劇には才能がなく、劇団も喜劇向きの役者揃いであったからである。こうして彼の劇団が経済的に立ち行かなくなったとき、1655年に初めて執筆した喜劇「粗忽者」を上演してみると、思いのほか成功を収めた。その流れに乗って公開されたのが、本作である。
ランブイエ侯爵夫人やマドレーヌ・ド・スキュデリーを始めとする本来の「プレシューズ」たちも本作を観劇したようだが、特に腹は立てなかったようである。腹を立てたのは当然、彼女たちに追随する二流、三流の者たちであった。彼らの中には復讐を誓うものも少なくなく、このようにしてモリエールの敵は増えていった。1673年にこの世を去るまで、彼らの攻撃に苦しめられることとなった。「女房学校」の成功に起因する「喜劇の戦争」や「タルチュフ」上演禁止問題などは、その代表例である。
本作の初演時には、国王ルイ14世はピレネーに遠征中であったが、マリー・テレーズ・ドートリッシュとの婚約を取り決めてパリにもどってくると、1660年7月29日にヴァンセンヌ城に劇団を呼び寄せて上演させた。よほど気に入ったのか、10月21日にはルーヴル宮殿で、26日にはジュール・マザランの邸宅において上演させたという記録が残っている。
本作はパリ市民に好評を博し、大成功を収めたが、1660年10月、モリエールはその大成功を妬むブルゴーニュ劇場、マレー劇場などの策略によって、拠点としていたプチ・ブルボン劇場を失ってしまった。国王に請願したところ、パレ・ロワイヤルの使用権を獲得、この劇場を生涯を通しての本拠地とすることとなったのである。。

## エピソード
- 公開翌年の1660年に、無断で本作が出版され、その書店を相手取って裁判を起こしている。この件についての説明を、モリエールは序文として書き加えている[13]。

- 当時「プレッシューズ」たちの間で、ギリシャ風の名前を名乗ることが流行した。ランブイエ侯爵夫人は「アルテミス」、スキュデリーは「サッフォー」と称していた。本作においても、第4景においてゴルジビュスにギリシャ風の名前で呼ぶように頼むカトスとマドロンのセリフが見られる。ちなみにそれぞれ、ポリクセーヌとアマントだった[14]。

- プレシューズたちは、卑俗な言い回しを軽蔑し、その代わりに迂言法を好んで使用した。当時すでに彼女たちの言葉をまとめた辞典が刊行されており、それによってどのような言い回しをしていたのかを詳しく知ることができる。それによれば、月を「沈黙のたいまつ」、鏡を「美の忠告者」などと読んでいたようである。本作にもそれが随所に見られる[5]。

- 第9景にてマドロンが口にしている「詞華集」とは、どの書籍を指しているのか確実にはわかっていないが、1653年に刊行されたセルシー( Charles de Sercy )の手による「セルシー詞華集」とする説が根強い。当時の錚々たる詩人による作品が集められた書物であり、マドロンは「彼らが家に来ることになっている」と虚勢を張るのに利用したのであった[15]。

## 日本語訳
- 『似而非才女』井上勇訳、（古典劇大系 第七卷 佛蘭西篇(1) 所収）、近代社、1924年
- 『似而非才女』井上勇 訳、（世界戯曲全集 第卅一卷・佛蘭西篇(一) 所収）、近代社、1928年
- 『才女氣取り』奥村実訳、（モリエール全集 第三卷 所収）、中央公論社、1934年
- 『才女気どり』鈴木力衛訳、（モリエール笑劇集 所収）、白水社、1959年
- 『才女気取り』鈴木力衛 訳、（世界古典文学全集 47 モリエール篇 所収）、筑摩書房、1965年
- 『才女気取り』鈴木力衛 訳、（モリエール全集 4 所収）、中央公論社、1973年
- 『滑稽な才女たち』秋山伸子訳、（モリエール全集 2 所収）、臨川書店、2000年